# Silkeborg
Silkeborg (dánsky  ˈse̝lkəˌpɒˀ) je dánské město s 52 571 obyvateli (1. ledna 2025). Je sídlem městské rady Silkeborgu.
Silkeborg se nachází uprostřed Jutského poloostrova, mírně na západ od geografického středu Dánska. Město leží na řece Gudenå v kopcovité krajině s bujnou vegetací vrchoviny Søhøjlandet, obklopené největší zalesněnou oblastí v Dánsku a velkým množstvím jezer. Silkeborg je také znám jako hlavní outdoorové město Dánska. Jezera mezi Silkeborgem a Ry, která jsou spojena řekou Gudenå, jsou společně známá jako Silkeborgsøerne (silkeborská jezera). Město je rozděleno podél východo-západní osy jezerem Silkeborg Langsø, do kterého se na východní straně města vlévá řeka Gudenå.

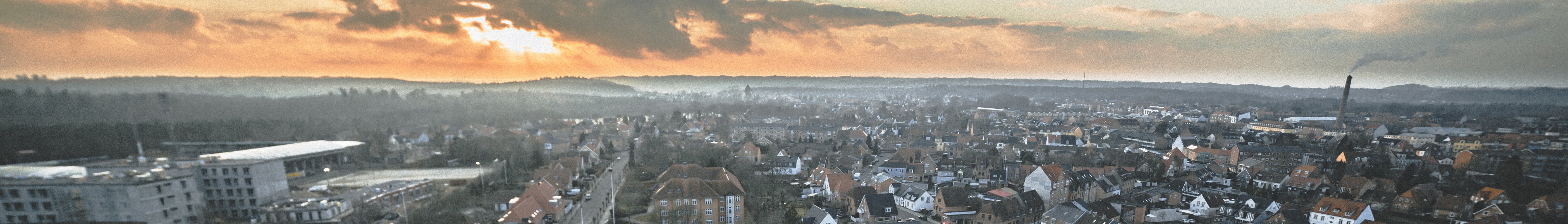
Pohled na Silkeborg